# Zazza
Zazza è una frazione del comune di Malonno, in media Val Camonica, in provincia di Brescia.

## Geografia fisica
Situata nella zona orientale del comune di Malonno al di là del fiume Oglio. È posizionata in una località sottostante a San Lorenzo di Garda di Sonico.

## Monumenti e luoghi d'interesse

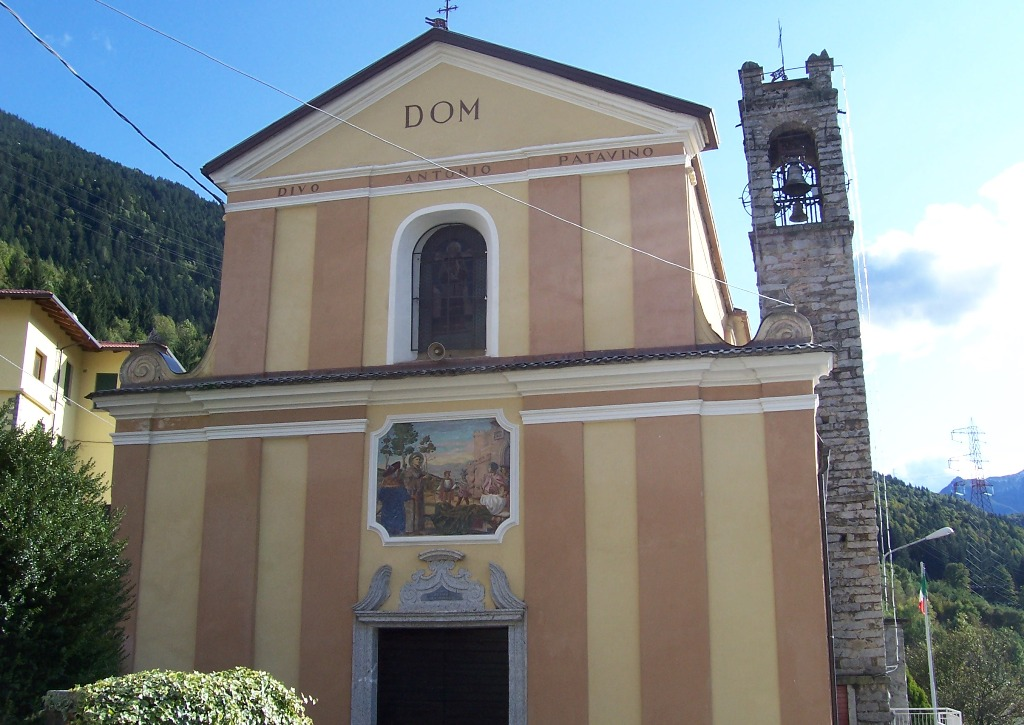
Parrocchiale

Le chiese di Zazza sono:
- Chiesa di S. Antonio da Padova.

## Società
Gli scütüm sono nei dialetti camuni dei soprannomi o nomiglioli, a volte personali, altre indicanti tratti caratteristici di una comunità. Quello che contraddistingue gli abitanti di Zazza è Pantatzì o Paldazì.
- Giovedì di Mezza Quaresima (Giuedì de la Meza): Rasegà la Ègia (tagliare la Vecchia) processare e mettere al rogo della Vecchia.[2]
- 12 giugno, vigilia della festa di Sant' Antonio da Padova: veniva acceso in aperta campagna un falò di paglia, probabilmente propiziatorio per il raccolto ormai prossimo, attorno al quale ci si riuniva in preghiera. Il giorno seguente processione con la statua del Santo portata a spalle per il paese. Alla vigilia.[3]

## Galleria d'immagini

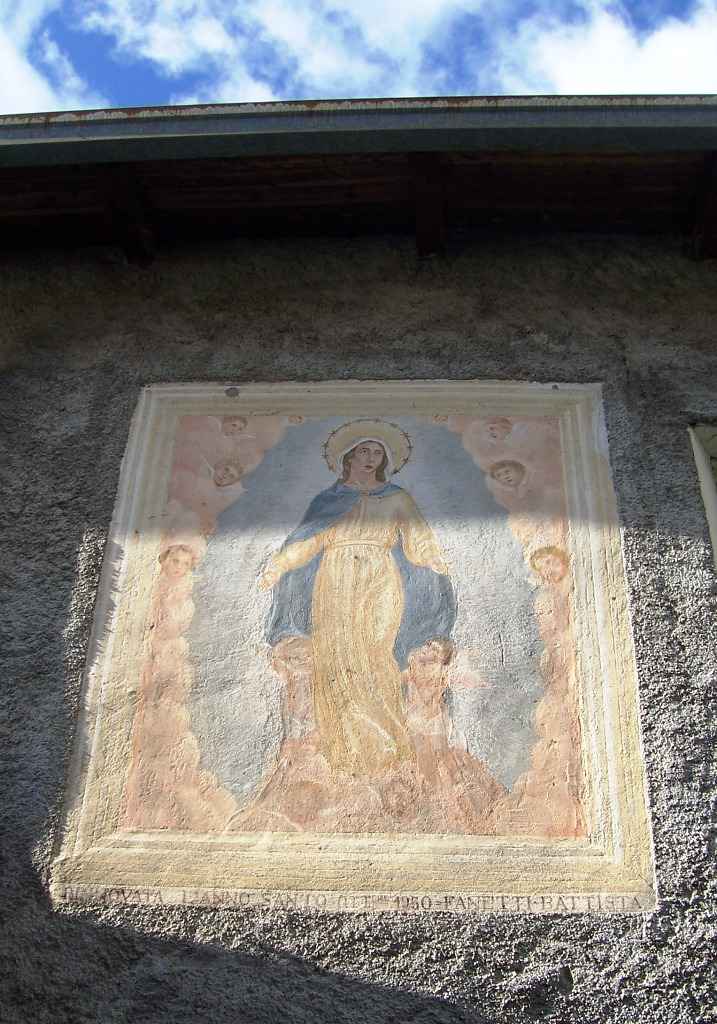
Affresco
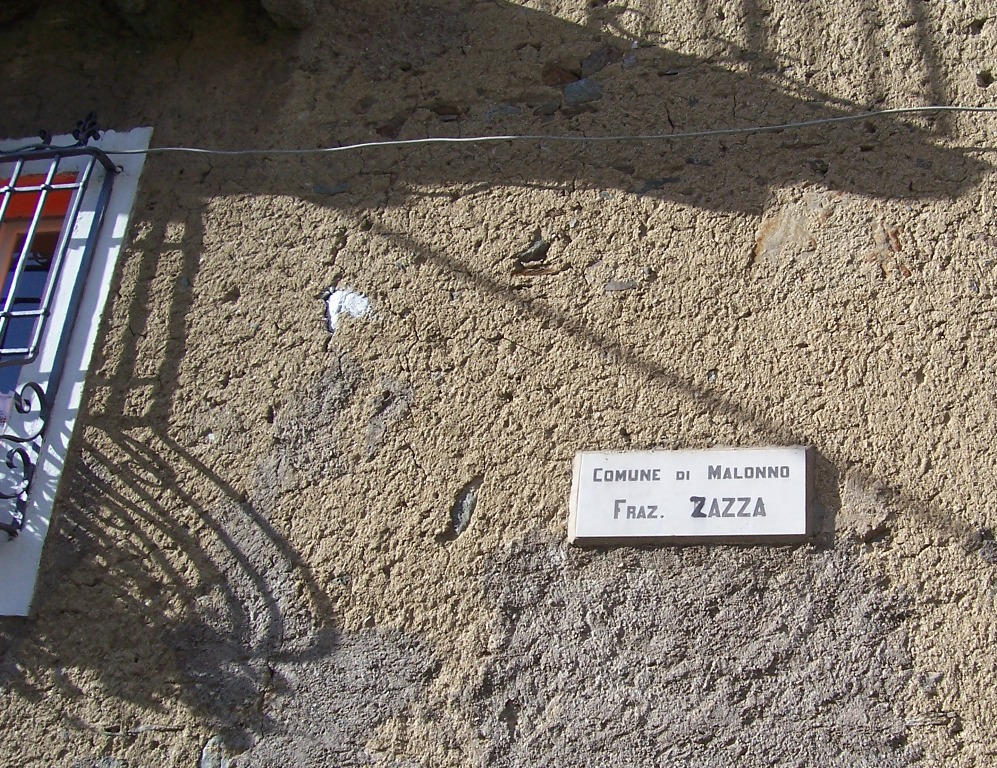
Frazione